# L'Entrée du jardin, Petit-Gennevilliers
L'Entrée du jardin, Petit-Gennevilliers est un tableau réalisé en 1893 par le peintre français Gustave Caillebotte. L'une de ses dernières œuvres, cette huile sur toile représente le portail d'accès à la Seine depuis la propriété de l'artiste à Gennevilliers. Ce paysage est agrémenté par la figure d'une femme assise occupée à sa couture devant l'entrée, mais aussi par des bateaux de régate flottant sur le fleuve au-delà du chemin de halage. Don de Lucien Vollard, le frère du marchand d'art Ambroise Vollard, la peinture est conservée au musée Léon-Dierx, à Saint-Denis de La Réunion.